# Terpna superans
Terpna superans là một loài bướm đêm trong họ Geometridae.